# 特赖斯-卡尔登
特赖斯-卡尔登是德国莱茵兰-普法尔茨州的一个市镇。总面积31.33平方公里，总人口2182人，其中男性1043人，女性1139人（2011年12月31日），人口密度70人/平方公里。